# پارک ملی گاتولیا
پارک ملی گاتولیا (به لاتین: Gutulia National Park) یک پارک ملی در نروژ است که در Engerdal واقع شده‌است.

## جغرافیا
کوچکترین پارک ملی نروژ است. چشم‌انداز شامل دریاچه‌ها و جنگل‌های باکر است. صنوبر، کاج و توس از جمله درختان این پارک هستند. به دلیل آب و هوای سرد و رشد آهسته درختان بسیاری از درختان صنوبر صدها سال قدمت دارند.